# Saxifraga aleutica
Saxifraga aleutica är en stenbräckeväxtart som beskrevs av Hulten. Saxifraga aleutica ingår i Bräckesläktet som ingår i familjen stenbräckeväxter. Inga underarter finns listade i Catalogue of Life.